# Râul Zlemenu
Râul Zlemenu este un curs de apă, afluent al râului Polatiștea. 